# 大姚老鹳草
大姚老鹳草（学名：Geranium christensenianum）是牻牛儿苗科老鹳草属的植物，为中国的特有植物。分布在中国大陆的云南等地，生长于海拔2,300米至2,800米的地区，见于林下、灌丛和向阳山坡，目前尚未由人工引种栽培。

## 别名
腺毛老鹳草（云南植物志）